# Jim Williams (Dartspieler)
Jim Williams (* 27. Juli 1984 in Cardiff) ist ein walisischer Dartspieler.

## Karriere
Jim Williams nahm 2007 und 2008 erfolglos am Qualifikationsturnier für das Las Vegas Desert Classic teil. 2012 erreichte er völlig überraschend beim World Masters nach Siegen über Christian Kist, Jan Dekker und Ross Montgomery das Viertelfinale, wo er schließlich Stephen Bunting unterlag. Ein Jahr später erreichte er bei den Scottish Open erstmals ein Finale, wo er knapp mit 4:5 gegen den Niederländer Wesley Harms verlor. Bei der BDO World Trophy 2014 konnte Williams sein Erstrundenspiel gegen Scott Waites gewinnen, schied jedoch in der darauffolgenden Runde gegen Alan Norris aus dem Turnier aus. Im Folgejahr spielte sich Williams bis ins Finale des German Masters, dort unterlag er erneut dem Niederländer Harms. Später im Jahr konnte Williams die Antwerp und die Turkish Open siegte beim WDF World Cup. Zudem erreichte er beim Finder Darts Masters das Halbfinale. Bei der BDO World Darts Championship 2016 siegte der Waliser bei seinem Debüt mit 3:0 gegen Tony O’Shea, ehe er im Achtelfinale erneut an Wesley Harms scheiterte. Ein Jahr später kam es bei der BDO World Darts Championship 2017 erneut zur Begegnung mit Tony O’Shea, welche Williams erneut mit 3:0 gewinnen konnte. Gegen Jamie Hughes schied er jedoch in der nächsten Runde aus der WM aus. Bei der BDO World Trophy 2017 war gegen Dean Reynolds bereits in Runde 1 für Williams Schluss. Wenige Wochen später gewann Williams die Swiss Open, Mitte August folgte der zweite Turniersieg bei den Antwerp Open und Ende des Monats gewann er zudem die French Open.
2017 Finder Darts Masters erreichte der Waliser das Finale, wo er gegen Danny Noppert aus den Niederlanden verlor. Bei der BDO World Darts Championship 2018 konnte Williams nach einem 0:2-Satzrückstand gegen den Schweden Dennis Nilsson sich zurückkämpfen und die Partie mit 3:2 gewinnen. Nach einem weiteren Sieg über die volle Distanz im Achtelfinale gegen Conan Whitehead zog er erstmals in das WM-Viertelfinale ein. Dort traf er auf Glen Durrant, ging zwar mit 4:1 in Führung, unterlag jedoch am Ende noch mit 4:5.
Im Mai 2018 gewann er die Bruges sowie die Belfry Open und besiegte in der ersten Runde Derk Telnekes in der ersten Runde der BDO World Trophy 2018. Es folgten im weiteren Turnierverlauf Siege über William Borland und Scott Baker, ehe er im Halbfinale erneut an Glen Durrant scheiterte. Es folgten der Gewinn der BDO International Open und des England Masters in Selsey. Beim Winmau World Masters erreichte Williams das Halbfinale und Ende Oktober konnte er die Northern Ireland Open gewinnen. Durch seine guten Leistungen konnte sich Williams über die Rangliste auch für den Grand Slam of Darts 2018 qualifizieren, wo er als Gruppenletzter in der Vorrunde ausschied. Beim Finder Darts Masters erreichte Williams das Halbfinale und bei der BDO World Darts Championship 2019  konnte er nach Siegen über Roger Janssen aus Belgien, Dean Reynolds und Scott Mitchell ins Halbfinale der WM einziehen. Dort verlor er erneut gegen Glen Durrant.
2019 startete Williams bei der PDC Qualifying School, gewann allerdings keine Tourkarte. Zwischenzeitlich übernahm er den ersten Platz der BDO-Weltrangliste und gewann die England Open sowie den BDO Gold Cup. Im Oktober wurde er mit dem walisischen Team um Darren Bingham, Arwyn Morris und Nick Kenny Mannschaftsweltmeister beim WDF World Cup. Bei seiner zweiten Grand Slam Teilnahme schied er erneut in der Gruppenphase hinaus. Bei der BDO World Darts Championship 2020 wurde Williams als Topfavorit gehandelt. Im Finale unterlag er jedoch seinem Landsmann Wayne Warren. Bei der Q-School wenig später konnte Williams sich erneut keine Tour Card erspielen. Im Februar holte er mit dem Sieg bei den Scottish Open seinen nächsten Titel. Er spielte zudem die PDC Challenge Tour der PDC und konnte im Oktober sein erstes Event gewinnen. Durch diesen Erfolg rückte ins Teilnehmerfeld nach Absagen bei der Winter Series im Rahmen der Players Championships 2020 nach. Am ersten Tag schaffte er den Sprung bis ins Achtelfinale. Bei den UK Open 2021 gab er sein Debüt bei einem Majorturnier der PDC. Mit Siegen gegen Zoran Lerchbacher und Kirk Shepherd erreichte er die dritte Runde, wo er mit 2:6 gegen Josh Payne ausschied. Im August folgte sein zweiter Turniersieg auf der PDC Challenge Tour. Durch weitere gute Ergebnisse sicherte sich Williams den ersten Platz in der Rangliste der PDC Challenge Tour. Durch diesen Erfolg erhielt er eine Tour Card zur Teilnahme an er PDC Pro Tour und qualifizierte sich zudem für die PDC World Darts Championship 2022 und den Grand Slam of Darts 2021. Bei letzterem verpasste er trotz zweier Siege in der Gruppenphase gegen James Wade und Boris Krčmar aufgrund der schlechteren Legdifferenz das erstmalige Erreichen der K.o.-Phase.

## Weltmeisterschaftsresultate

### BDO
- 2014: 2. Runde (0:3-Niederlage gegen  Dave Prins)
- 2016: Achtelfinale (3:4-Niederlage gegen  Wesley Harms)
- 2017: 2. Runde (1:4-Niederlage gegen  Jamie Hughes)
- 2018: Viertelfinale (4:5-Niederlage gegen  Glen Durrant)
- 2019: Halbfinale (3:6-Niederlage gegen  Glen Durrant)
- 2020: Finale (4:7-Niederlage gegen  Wayne Warren)

### PDC
- 2022: 2. Runde (2:3-Niederlage gegen  Joe Cullen)
- 2023: 3. Runde (3:4-Niederlage gegen  Gabriel Clemens)
- 2024: 3. Runde (1:4-Niederlage gegen  Raymond van Barneveld)
- 2025: 1. Runde (2:3-Niederlage gegen  Paolo Nebrida)

## Turnierergebnisse
| Turnier                                    | 2012                       | 2013                       | 2014                       | 2015                       | 2016                       | 2017                       | 2018                       | 2019                       | 2020               | 2021               | 2022                           | 2023                           | 2024                           | 2025                           |
| ------------------------------------------ | -------------------------- | -------------------------- | -------------------------- | -------------------------- | -------------------------- | -------------------------- | -------------------------- | -------------------------- | ------------------ | ------------------ | ------------------------------ | ------------------------------ | ------------------------------ | ------------------------------ |
| BDO-Major-Turniere                         |                            |                            |                            |                            |                            |                            |                            |                            |                    |                    |                                |                                |                                |                                |
| Weltmeisterschaft                          | n/q                        | n/q                        | 1R                         | n/q                        | AF                         | AF                         | VF                         | HF                         | F                  | Verband insolvent  | Verband insolvent              | Verband insolvent              | Verband insolvent              | Verband insolvent              |
| World Trophy                               | n/a                        | n/a                        | AF                         | n/q                        | 1R                         | 1R                         | HF                         | S                          | n/a                | Verband insolvent  | Verband insolvent              | Verband insolvent              | Verband insolvent              | Verband insolvent              |
| World Masters                              | VF                         | 3R                         | 2R                         | 5R                         | AF                         | VF                         | HF                         | 2R                         | n/a                | Verband insolvent  | Verband insolvent              | Verband insolvent              | Verband insolvent              | Verband insolvent              |
| WDF-Platin-/Major-Turniere                 |                            |                            |                            |                            |                            |                            |                            |                            |                    |                    |                                |                                |                                |                                |
| Dutch Open                                 | kein Platin-Turnier        | kein Platin-Turnier        | kein Platin-Turnier        | kein Platin-Turnier        | kein Platin-Turnier        | kein Platin-Turnier        | kein Platin-Turnier        | kein Platin-Turnier        | VF                 | n/a                | nicht teilgenommen             | nicht teilgenommen             | nicht teilgenommen             | nicht teilgenommen             |
| WDF World Cup                              | n/a                        | n/t                        | n/a                        | S                          | n/a                        | n/t                        | n/a                        | 2R                         | nicht ausgetragen  | nicht ausgetragen  | nicht ausgetragen              | n/t                            | n/a                            | n/t                            |
| WDF Europe Cup                             | n/t                        | n/a                        | n/t                        | n/a                        | F                          | n/a                        | 4R                         | nicht ausgetragen          | nicht ausgetragen  | nicht ausgetragen  | n/t                            | n/a                            | n/t                            | n/a                            |
| Finder Masters                             | nicht ausgetragen          | nicht ausgetragen          | nicht ausgetragen          | HF                         | GP                         | F                          | HF                         | nicht ausgetragen          | nicht ausgetragen  | nicht ausgetragen  | nicht ausgetragen              | nicht ausgetragen              | nicht ausgetragen              | nicht ausgetragen              |
| PDC-Ranking-Turniere                       |                            |                            |                            |                            |                            |                            |                            |                            |                    |                    |                                |                                |                                |                                |
| Weltmeisterschaft                          | nicht teilgenommen         | nicht teilgenommen         | nicht teilgenommen         | nicht teilgenommen         | nicht teilgenommen         | nicht teilgenommen         | nicht teilgenommen         | nicht teilgenommen         | nicht teilgenommen | nicht teilgenommen | 2R                             | 3R                             | 3R                             | 1R                             |
| World Masters                              | nicht ausgetragen          | nicht ausgetragen          | nicht ausgetragen          | nicht ausgetragen          | nicht ausgetragen          | nicht ausgetragen          | nicht ausgetragen          | nicht ausgetragen          | nicht ausgetragen  | nicht ausgetragen  | nicht ausgetragen              | nicht ausgetragen              | nicht ausgetragen              | VR                             |
| UK Open                                    | nicht teilgenommen         | nicht teilgenommen         | nicht teilgenommen         | nicht teilgenommen         | nicht teilgenommen         | nicht teilgenommen         | nicht teilgenommen         | nicht teilgenommen         | nicht teilgenommen | nicht teilgenommen | 4R                             | 4R                             | 3R                             | 3R                             |
| Grand Slam of Darts                        | nicht qualifiziert         | nicht qualifiziert         | nicht qualifiziert         | nicht qualifiziert         | nicht qualifiziert         | nicht qualifiziert         | GP                         | GP                         | n/q                | GP                 | nicht qualifiziert             | nicht qualifiziert             | nicht qualifiziert             |                                |
| Players Championship Finals                | nicht teilgenommen         | nicht teilgenommen         | nicht teilgenommen         | nicht teilgenommen         | nicht teilgenommen         | nicht teilgenommen         | nicht teilgenommen         | nicht teilgenommen         | nicht teilgenommen | nicht teilgenommen | 1R                             | 1R                             | 1R                             |                                |
| PDC-Turniere ohne Einfluss auf das Ranking |                            |                            |                            |                            |                            |                            |                            |                            |                    |                    |                                |                                |                                |                                |
| World Cup of Darts                         | nicht teilgenommen         | nicht teilgenommen         | nicht teilgenommen         | nicht teilgenommen         | nicht teilgenommen         | nicht teilgenommen         | nicht teilgenommen         | nicht teilgenommen         | nicht teilgenommen | nicht teilgenommen | nicht teilgenommen             | nicht teilgenommen             | AF                             | n/t                            |
| Karrierestatistiken                        |                            |                            |                            |                            |                            |                            |                            |                            |                    |                    |                                |                                |                                |                                |
| Jahresendplatzierung                       | 63                         | 16                         | 31                         | 12                         | 13                         | 9                          | 3                          | 2                          | 2                  | 2                  | 77                             | 47                             | 46                             |                                |
| Verband                                    | British Darts Organisation | British Darts Organisation | British Darts Organisation | British Darts Organisation | British Darts Organisation | British Darts Organisation | British Darts Organisation | British Darts Organisation | WDF                | WDF                | Professional Darts Corporation | Professional Darts Corporation | Professional Darts Corporation | Professional Darts Corporation |

| Legende zu den Turnierergebnissen | Legende zu den Turnierergebnissen | Legende zu den Turnierergebnissen | Legende zu den Turnierergebnissen | Legende zu den Turnierergebnissen | Legende zu den Turnierergebnissen | Legende zu den Turnierergebnissen | Legende zu den Turnierergebnissen | Legende zu den Turnierergebnissen | Legende zu den Turnierergebnissen |
| --------------------------------- | --------------------------------- | --------------------------------- | --------------------------------- | --------------------------------- | --------------------------------- | --------------------------------- | --------------------------------- | --------------------------------- | --------------------------------- |
| n/t                               | nicht teilgenommen                | n/q                               | nicht qualifiziert                | n/a                               | nicht ausgetragen                 | #R                                | Aus in jeweiliger Runde           | GP                                | Aus in der Gruppenphase           |
| AF                                | Achtelfinalist                    | VF                                | Viertelfinalist                   | HF                                | Halbfinalist                      | F                                 | Turnierfinalist                   | S                                 | Turniersieger                     |

## Titel

### PDC
- Pro Tour
  - Players Championships
    - Players Championships 2022: 6
- Secondary Tour Events
  - PDC Challenge Tour
    - PDC Challenge Tour 2020: 7
    - PDC UK Challenge Tour 2021: 2

### WDF
- Gold-Turniere
  - Scottish Open: (1) 2020
- Sonstige
  - Belfry Open: (1) 2018
  - Bruges Open: (1) 2018